# 牛頭山隧道
牛頭山隧道（日语：／）是日本的一座高速公路隧道，位于广岛县广岛市安佐北區，承载中國自動車道（E2A），双洞四车道，上行线长3573米，1983年3月24日通车，下行线长3558米，1992年11月15日通车，是中國自動車道的最长隧道。